# Erika Géczi
Erika Géczi (n. 10 martie 1959, Budapesta, Republica Populară Ungară) este o caiacistă ce a reprezentat Ungaria, medaliată olimpică. A participat la o ediție a Jocurilor Olimpice (1988) în care a câștigat o medalie de argint.